# 부데소니드/포르모테롤
부데소니드/포르모테롤(Budesonide/formoterol)은 부데소니드와 포르모테롤을 합친 약제로 유럽에서 천식과 만성 폐쇄성 폐질환(COPD)을 관리하는 데 사용하는 물질이다. 아스트라제네카(AstraZeneca)가 심비코트(Symbicort)라는 이름으로 판매하고 있으며, 남아프리카에서는 심비코드(Symbicord), 스페인에서는 릴라스트(Rilast)라는 이름으로 판매하고 있다.
심비코트에는 다음의 활성 성분을 포함하고 있으며 흡입기 하나로 동시에 투여한다.
- 부데소니드
- 포르모테롤

## 같이 보기
- 천식